# K.K. Partizan 1986-1987
Questa pagina raccoglie le informazioni riguardanti il Košarkaški klub Partizan nelle competizioni ufficiali della stagione 1986-1987.

## Roster
| N° | Naz.                  | Ruolo | Sportivo              |  | Alt. |  |
| -- | --------------------- | ----- | --------------------- |  | ---- |  |
| 4  | Jugoslavia (bandiera) | P     | Aleksandar Đorđević   |  | 188  |  |
| 5  | Jugoslavia (bandiera) | P     | Vladimir Dragutinović |  | 192  |  |
| 6  | Jugoslavia (bandiera) | P     | Željko Obradović      |  | 180  |  |
| 7  | Jugoslavia (bandiera) |       | Dejan Lakićević       |  |      |  |
| 8  | Jugoslavia (bandiera) |       | Obrad Ignjatović      |  |      |  |
| 9  | Jugoslavia (bandiera) | A     | Goran Grbović         |  | 200  |  |
| 10 | Jugoslavia (bandiera) | C     | Milenko Savović       |  | 210  |  |
| 12 | Jugoslavia (bandiera) | C     | Vlade Divac           |  | 216  |  |
| 12 | Jugoslavia (bandiera) | AP    | Ivo Nakić             |  | 200  |  |
| 13 | Jugoslavia (bandiera) | A     | Sava Stefanović       |  | 198  |  |
| 14 | Jugoslavia (bandiera) | AP    | Žarko Paspalj         |  | 208  |  |
| 15 | Jugoslavia (bandiera) | AG    | Slaviša Koprivica     |  | 205  |  |
|    | Jugoslavia (bandiera) |       | Slobodan Kanjevac     |  |      |  |
|    | Jugoslavia (bandiera) |       | Boris Orcev           |  |      |  |
|    | Jugoslavia (bandiera) |       | Bugarčić              |  |      |  |
|    | Jugoslavia (bandiera) | All.  | Duško Vujošević       |  |      |  |